# Svetozar Šapurić
Svetozar Šapurić' (Servisch: Светозар Шапурић) (Vrbas, 28 augustus 1960 – 27 december 2024) was een Servisch voetballer die voorkeur speelde als middenvelder.

## Carrière
Šapurić is geboren in Vrbas. Hij begon bij de club Vrbas in zijn geboorteplaats. Hij heeft acht seizoenen gespeeld in het eerste elftal. Vervolgens verhuisde Šapurić naar het buitenland naar Cyprus en tekende bij Apoel FC. Hij heeft overig verder nog gespeeld bij FK Vojvodina en Anorthosis Famagusta. Hij beëindigt zijn voetbalcarrière in 1996.
Na het beëindigen van zijn spelerscarrière was Šapurić korte tijd trainer van Apoel FC in 1996. 
Šapurić overleed op 27 december 2024 op 64-jarige leeftijd.

## Erelijst

### Speler

#### FK Vojvodina
- Prva Liga (1) : 1988-1989

#### Apoel FC
- A Divizion (3) : 1989–1990, 1991–1992, 1995–1996
- Cyprus beker (2) : 1992-1993, 1995-1996
- Cyprus supercup (1) : 1992

#### Anorthosis Famagusta
- A Divizion (1) : 1994-1995

### Manager

#### Ethnikos Achna
- UEFA Intertoto Cup (1) : 2006